# Unité urbaine de Dives-sur-Mer
L'unité urbaine de Dives-sur-Mer est une unité urbaine française centrée sur la ville de Dives-sur-Mer, une des stations balnéaires de la Côte Fleurie qui, avec Cabourg, Deauville, Touques et Trouville-sur-Mer est au cœur de la deuxième agglomération urbaine du département du Calvados et au 8e rang régional dans la région de Normandie.

## Données globales
En 2010, selon l'INSEE, l'unité urbaine de Dives-sur-Mer est composée de 22 communes, toutes situées dans le département du Calvados, en particulier dans l'arrondissement de Lisieux.
Dans le nouveau zonage de 2020, elle est constituée de 24 communes. intégrant les communes de Merville-Franceville-Plage et de Pennedepie.
En 2022, avec 36 005 habitants , elle constitue la deuxième unité urbaine du département du Calvados, se classant après l'unité urbaine de Caen (1er rang départemental et préfecture du département) et avant celle de Lisieux (3e rang départemental).
Dans la région de Normandie dont elle fait partie, elle occupe le 8e rang régional se situant après l'unité urbaine de Louviers (7e rang régional) et avant l'unité urbaine de Dieppe (9e rang régional).
En 2019, sa densité de population qui s'élève à 243 hab/km2 en fait une unité urbaine peu densément peuplée comparativement à l'unité urbaine de Caen qui, avec 1 192 hab/km2, a une densité de population près de cinq fois plus importante.
Par sa superficie, elle ne représente que 2,67 % du territoire départemental mais, par sa population, elle regroupe près de 5,17 % de la population du département du Calvados en 2019.

## Composition de l'unité urbaine de 2020
Elle est composée des 24 communes suivantes :
| Nom                         | Code Insee | Département | Statut       | Superficie (km2) | Population (dernière pop. légale) | Densité (hab./km2) | Modifier                                    |
| --------------------------- | ---------- | ----------- | ------------ | ---------------- | --------------------------------- | ------------------ | ------------------------------------------- |
| Cabourg                     | 14117      | Calvados    | ville-centre | 5,52             | 3 654 (2022)                      | 662                | modifier les données · modifier les données |
| Deauville                   | 14220      | Calvados    | ville-centre | 3,57             | 3 563 (2022)                      | 998                | modifier les données · modifier les données |
| Dives-sur-Mer               | 14225      | Calvados    | ville-centre | 6,46             | 5 129 (2022)                      | 794                | modifier les données · modifier les données |
| Touques                     | 14699      | Calvados    | ville-centre | 8,13             | 3 857 (2022)                      | 474                | modifier les données · modifier les données |
| Trouville-sur-Mer           | 14715      | Calvados    | ville-centre | 6,79             | 4 624 (2022)                      | 681                | modifier les données · modifier les données |
| Auberville                  | 14024      | Calvados    | banlieue     | 2,62             | 603 (2022)                        | 230                | modifier les données · modifier les données |
| Benerville-sur-Mer          | 14059      | Calvados    | banlieue     | 3,03             | 389 (2022)                        | 128                | modifier les données · modifier les données |
| Blonville-sur-Mer           | 14079      | Calvados    | banlieue     | 6,80             | 1 585 (2022)                      | 233                | modifier les données · modifier les données |
| Bonneville-sur-Touques      | 14086      | Calvados    | banlieue     | 6,63             | 323 (2022)                        | 49                 | modifier les données · modifier les données |
| Canapville                  | 14131      | Calvados    | banlieue     | 2,50             | 231 (2022)                        | 92                 | modifier les données · modifier les données |
| Cricquebœuf                 | 14202      | Calvados    | banlieue     | 1,85             | 266 (2022)                        | 144                | modifier les données · modifier les données |
| Englesqueville-en-Auge      | 14238      | Calvados    | banlieue     | 3,61             | 113 (2022)                        | 31                 | modifier les données · modifier les données |
| Gonneville-sur-Mer          | 14305      | Calvados    | banlieue     | 12,38            | 652 (2022)                        | 53                 | modifier les données · modifier les données |
| Houlgate                    | 14338      | Calvados    | banlieue     | 4,69             | 1 657 (2022)                      | 353                | modifier les données · modifier les données |
| Merville-Franceville-Plage  | 14409      | Calvados    | banlieue     | 10,42            | 2 222 (2022)                      | 213                | modifier les données · modifier les données |
| Pennedepie                  | 14492      | Calvados    | banlieue     | 5,68             | 317 (2022)                        | 56                 | modifier les données · modifier les données |
| Saint-Arnoult               | 14557      | Calvados    | banlieue     | 5,12             | 1 103 (2022)                      | 215                | modifier les données · modifier les données |
| Saint-Martin-aux-Chartrains | 14620      | Calvados    | banlieue     | 5,06             | 427 (2022)                        | 84                 | modifier les données · modifier les données |
| Saint-Vaast-en-Auge         | 14660      | Calvados    | banlieue     | 2,98             | 115 (2022)                        | 39                 | modifier les données · modifier les données |
| Tourgéville                 | 14701      | Calvados    | banlieue     | 12,01            | 846 (2022)                        | 70                 | modifier les données · modifier les données |
| Tourville-en-Auge           | 14706      | Calvados    | banlieue     | 3,16             | 258 (2022)                        | 82                 | modifier les données · modifier les données |
| Varaville                   | 14724      | Calvados    | banlieue     | 16,49            | 1 028 (2022)                      | 62                 | modifier les données · modifier les données |
| Villers-sur-Mer             | 14754      | Calvados    | banlieue     | 8,99             | 2 437 (2022)                      | 271                | modifier les données · modifier les données |
| Villerville                 | 14755      | Calvados    | banlieue     | 3,30             | 606 (2022)                        | 184                | modifier les données · modifier les données |

## Évolution démographique
| 1968   | 1975   | 1982   | 1990   | 1999   | 2008   | 2013   | 2020   |
| ------ | ------ | ------ | ------ | ------ | ------ | ------ | ------ |
| 32 503 | 33 185 | 32 837 | 33 486 | 35 937 | 38 019 | 37 796 | 35 825 |

#### Données générales
- Unité urbaine
- Pôle urbain
- Aire d'attraction d'une ville
- Liste des unités urbaines de France

#### Données démographiques en rapport avec l'unité urbaine de Dives-sur-Mer
- Aire d'attraction de Dives-sur-Mer
- Aire d'attraction de Trouville-sur-Mer
- Arrondissement de Caen
- Arrondissement de Lisieux

#### Données démographiques en rapport avec le Calvados
- Démographie du Calvados